# Sainte-Radégonde
Sainte-Radégonde är en kommun i departementet Vienne i regionen Nouvelle-Aquitaine i västra Frankrike. Kommunen ligger i kantonen Chauvigny som tillhör arrondissementet Montmorillon. År 2022 hade Sainte-Radégonde 184 invånare.

## Befolkningsutveckling
Antalet invånare i kommunen Sainte-Radégonde
| Referens: INSEE |